# 鈴木保奈美
鈴木保奈美（日语：／ Suzuki Honami，1966年8月14日—），東京都大田区出身，著名日本女演員，於1990年代曾紅極一時。目前隸屬WME IMG經紀公司。

## 生平
1984年，在第9次堀製作的新人選拔會上，獲得了審查員特別獎，為出道的契機。1988年NHK晨間連續劇『ノンちゃんの夢』開始受到注目，此後繼續在各劇集擔任配角累積經驗。
1991年，富士电视台9点档劇集《東京爱情故事》得到极大成功，由鈴木保奈美飾演的女主角“赤名莉香”以永無畏懼的鮮明性格予人深刻印象而一炮而紅，使她在日本國内、台灣、香港和中國大陸均有很高的知名度和喜愛度。此後四、五年間繼續擔任富士電視台的黃金時間電視劇女主角，主演多部高收視兼具口碑的電視劇如《在愛的名義下》、《愛，沒有明天》等，一度獲得「日劇女皇」美譽，維持極高的日本女演員地位。
1994年，事業如日中天的她宣佈與F1解說員川井一仁結婚，惟於1997年離婚。
1998年與名主持人石橋貴明於懷孕3個月時閃電結婚，宣佈退出演藝圈。在最後主演的電影作品《一見先生》（いちげんさん）中，因大膽的上身裸體畫面引起話題。此後陸續生了3位女兒，專心家庭生活，長久未有公開活動。
在女兒們陸續上小學之後，2008年12月4日加入丈夫設立的Arrival經紀公司，宣佈將逐步重新開始繼續演藝活動。同年12月6日在文化出版局的雜誌開始撰文連載專欄《ほなみ食堂》。
2010年在電視劇《江～公主們的戰國～》 飾演主角江的母親。2011年在電影《傀儡之城》飾演女主角甲斐姫的母親。
2021年7月16日宣布已與丈夫石橋貴明離婚。

## 作品

### 电视剧
- 这场恋爱不是游戏 (遊びじゃないのよ、この恋は)（1986年、大映電視 / TBS）
- 女人的風林火山 (おんな風林火山)（1986年、大映電視 / TBS）：主演 松姫（首部主演作品）
- 銀河テレビ小説 まんが道 - 青春編（1987年、NHK）：飾演 中村芳枝
- 心中鸡尾酒 (ハートカクテル) ドラマスペシャル（1） ノックをしなかったサンタクロース（1987年12月、日本電視台）：主演
- 晨間劇 小菲的夢想（1988年4月4日 - 10月1日、NHK）：飾演 中元操
- 愛情打獵族 (君が嘘をついた)（1988年10月 - 12月、富士電視台）：飾演 坂本惠美
- 心中鸡尾酒 (ハートカクテル) ドラマスペシャル（2） 人魚が溜息をついたテーブル（1988年12月、日本電視台）
- 點燃心火 (ハートに火をつけて!)（1989年4月 - 6月、富士電視台）：飾演 内田惠
- 白鳥麗子 (白鳥麗子でございます!)（1989年8月、TBS）：主演 白鳥麗子
- 求愛姐妹花 (恋のパラダイス)（1990年4月 - 6月、富士電視台）：飾演 七海萌子
- 吻的温度 (キスの温度～いちばん近い他人)（1990年5月9日、日本電視台）：主演
- 静寂の声 乃木希典・静子の生涯（1990年12月22日、朝日電視台）
- 東京愛情故事[[[Wikipedia:格式手册/链接#章節|錨點失效]]] (東京ラブストーリー)（1991年1月 - 3月、富士電視台）：主演 赤名莉香
- 五月的風 五月の風～ひとりひとりの二人（1991年5月22日、日本電視台）：主演 大川葉月
- 在愛的名義下 (愛という名のもとに)（1992年1月 - 3月、富士電視台）：主演 藤木貴子
- 愛沒有明天 (この世の果て)（1994年1月 - 3月、富士電視台）：主演 砂田まりあ
- 戀人啊 (恋人よ)（1995年10月 - 12月、富士電視台）：主演 鴻野（結城、宇崎）愛永
- 古畑任三郎 第2話（1996年3月13日、富士電視台）：飾演  のり子・ケンドール
- 世界奇妙物語 (世にも奇妙な物語) 公園初登場（1996年10月2日、富士電視台）：主演
- 別叫我总理 (総理と呼ばないで) （1997年4月 - 6月、富士電視台）：飾演  總理夫人
- 新闻女郎 (ニュースの女)（1998年1月 - 3月、富士電視台）： 主演 麻生環
- 大河剧 元禄繚乱（1999年、NHK）：飾演 染子
- 大河剧 江～公主們的戰國～ (2011年、NHK）:飾演 市（いち）
- 家族遊戲 (家族ゲーム) (2013年、	富士電視台):飾演 沼田佳代子
- Legal High 第6話（リーガル・ハイ）（2013年、富士電視台）：飾演 北條愛子
- 足尾から来た女 （足尾から来た女）（2014年、NHK）：飾演 福田英子
- SMOKING GUN～決定的證據～（2014年，富士電視台）：飾演 千代田真紀
- 歡迎光臨本飯店 第1話（2015年7月7日、TBS）：飾演 海宝沙知
- 找到我（2015年11月 - 12月、NHK）：飾演 藤堂優子
- Non媽媽白書（2016年8月 - 9月、東海電視台・富士電視台）：主演 土井玲子
- 討厭的女人（2016年3月 - 4月、NHK BS）：飾演 小谷夏子
- 浪人餐桌 （2017年、NETFLIX）：飾演 香住靜子
- 即使愛，也有秘密 （2017年7月 - 9月、日本電視台）：飾演 奥森晶子
- 晨間劇 笑天家（2017年10月2日 - 2018年3月31日、NHK）：飾演 藤岡靜
- SUITS（2018年10月 - 12月 、富士電視台）：飾演 幸村知花
- 主婦勝利（2018年10月- 、 NHK BS）：主演 宮本夏子
- SUITS2（2020年4月 - 7月、富士電視台）：飾演 幸村知花
- 35歲的少女（2020年10月 - 12月、日本電視台）：飾演 時岡多惠
- Influencer（2021年3月 - 4月、WOWOW）：飾演 及川知美
- 家裡蹲老師（2021年6月 - 7月、NHK）：飾演 磯崎藍子
- 木之吸管（2022年2月26日、富士電視台）：飾演 奥澤塔子
- 名偵探待在家（2022年4月3日・10日、日本電視台）：飾演 相田惠美
- 家庭教師寅子（2022年7月 - 9月、日本電視台）：飾演 上原里美
- 世界奇妙物語 夏之特別篇2023「公主俱樂部」（2023年6月17日、富士電視台）：主演 遠藤真美
- Fixer Season2（2023年7月 - 8月、WOWOW）：飾演 杉谷菜穗子
- 私人銀行家（2025年1月 - 3月、朝日電視台）：飾演 飯田久美子
- 人事的人見（2025年4月 - 6月、富士電視台）：飾演 平田美和

### 电影
- 刑事物語5　やまびこの詩（1987年）
- ファンシイダンス（1989年）
- 愛與平成之色男 愛と平成の色男（1989年）
- 愛情全壘打 ヒーローインタビュー （1994年）
- Lie Lie Lie （1997年）
- MIND GAME （1998年）
- 一見先生 いちげんさん（1999年）
- 傀儡之城  （2011年）飾 珠
- 白金數據 プラチナデータ（2013年）- 水上利江子
- 唐人街探案3（2019年）飾 川村芳子
- 淺草小子（2021年）飾 麻里
- 勿說是推理（2023年）飾 狩集ななえ

## 外部連結
- 鈴木保奈美的Instagram帳戶